# Constantinopel

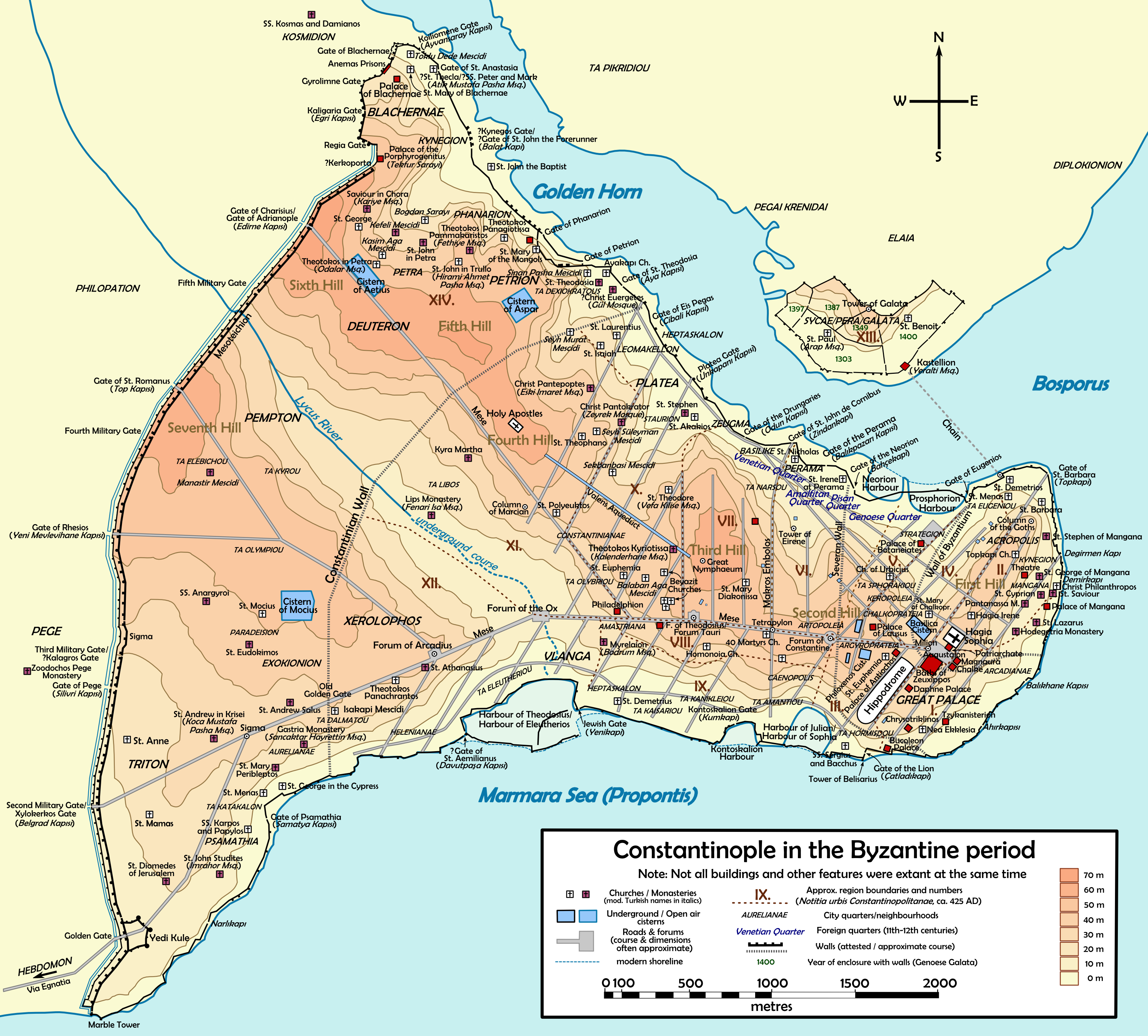
Kaart van Constantinopel met de stadsmuren

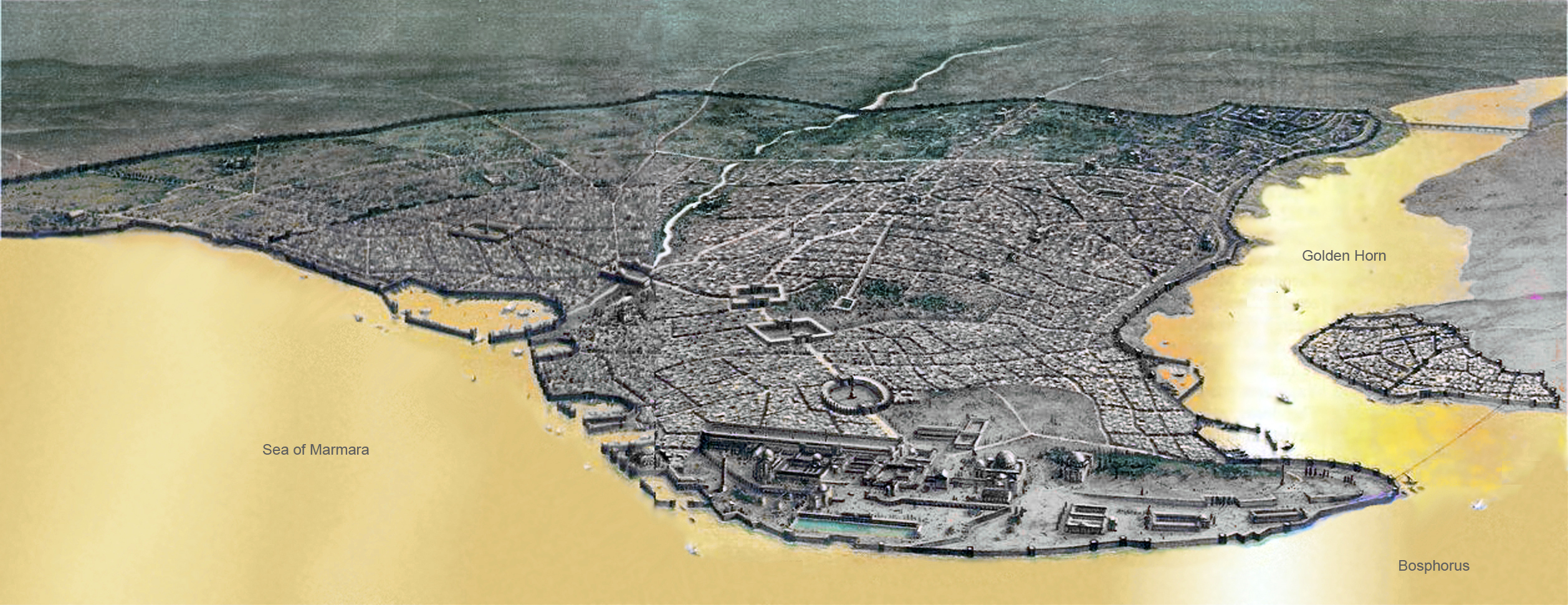
Constantinopel in het Byzantijnse Rijk.

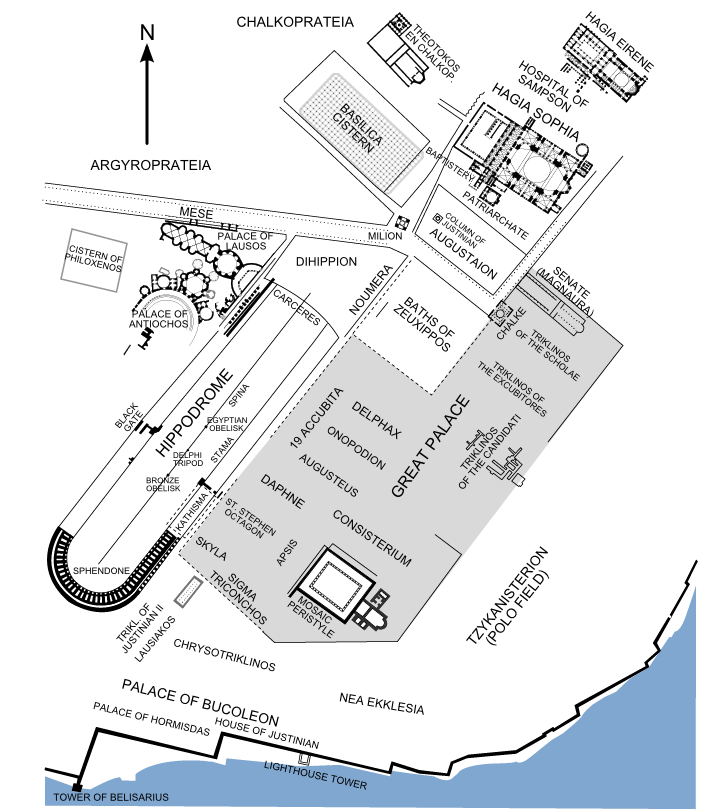
Keizerlijke district van Constantinopel met o.a. het hippodroom, het keizerlijke paleis en de beroemde kathedraal Hagia Sophia

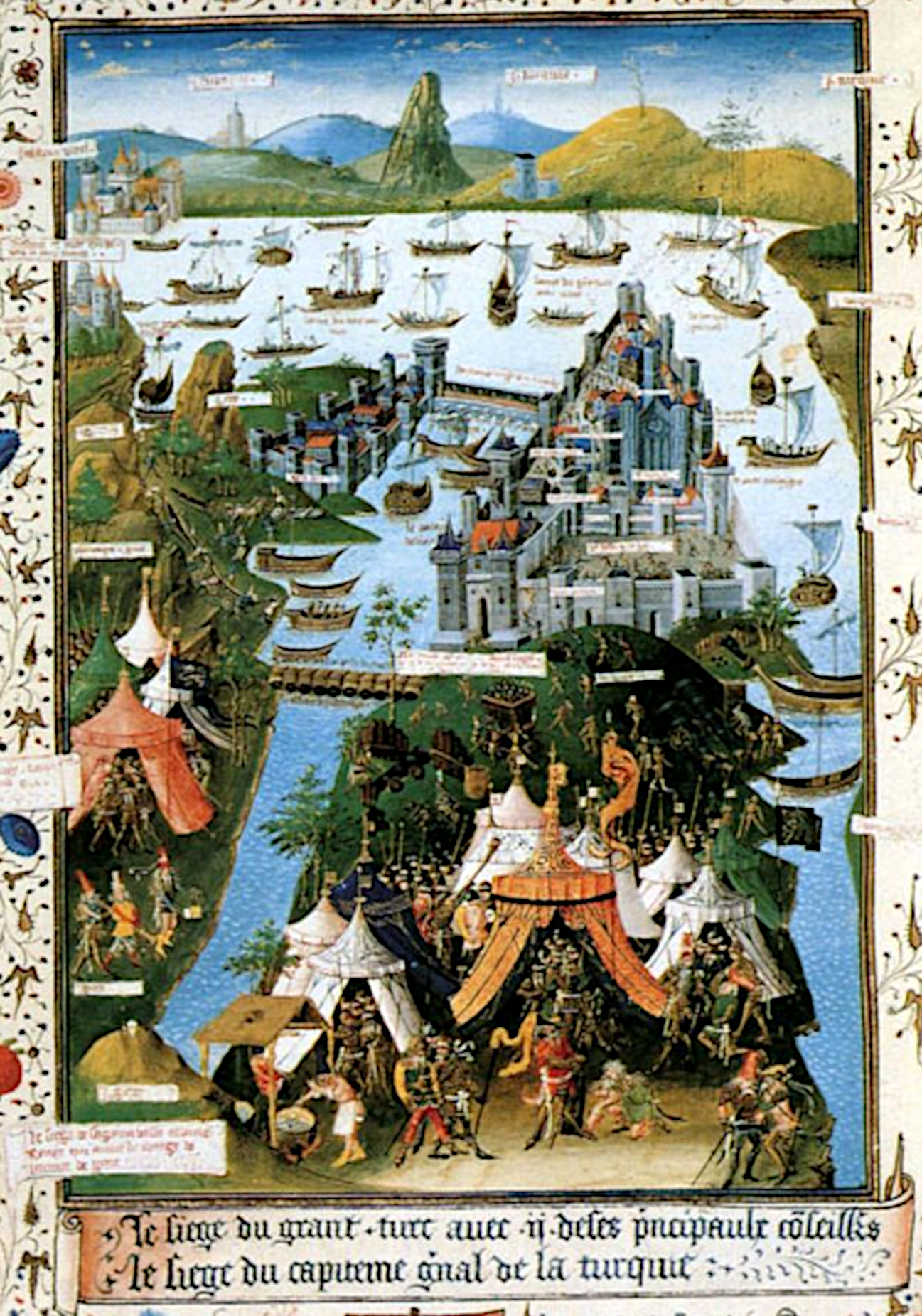
Belegering van Constantinopel, hier uitgebeeld in gotische stijl (Franse miniatuur, na 1455)

Constantinopel (Grieks: Κωνσταντινούπολις, Kōnstantinoúpolis; Latijn: Nova Roma of Constantinopolis; Ottomaans: قسطنطینیه, Kostantiniyye) is de in het Nederlands niet langer gebruikte naam van de stad Istanbul, die gelegen is aan een natuurlijke haven van de Gouden Hoorn op de zeestraat van de Bosporus tussen de Zwarte Zee en de Zee van Marmara.
De stad was de hoofdstad van achtereenvolgens het Romeinse, het Oost-Romeinse of Byzantijnse, het Latijnse, opnieuw het Byzantijnse en vervolgens het Ottomaanse Rijk. De naam werd officieel gewijzigd naar Istanbul bij het uitroepen van de Republiek Turkije in 1923.
In 330 werd de stad, tot dan toe Byzantion (Latijn: Byzantium) genaamd, door keizer Constantijn de Grote hoofdstad van zijn rijk gemaakt. Gedurende het grootste deel van de middeleeuwen was Constantinopel de grootste en meest welvarende stad van Europa en het Midden-Oosten.
De stadsmuren van Constantinopel omsloten de stad tot in de 15e eeuw volledig. De zeemuren, en de landmuur van Theodosius aan de westkant van de stad, waren gedurende de gehele middeleeuwen bij potentiële veroveraars berucht om hun onneembaarheid.

## Byzantium
Byzantium was een van oorsprong Griekse stad, gesticht door kolonisten uit Megara in 667 v.Chr. Volgens de legende noemden zij de stad Byzantion naar hun koning Byzas; Byzantium is de gelatiniseerde versie van deze naam. Lange tijd was Byzantium een welvarende Griekse stadstaat totdat ze door de Macedoniërs werd veroverd. Toen Macedonië enkele eeuwen later werd verslagen door de Romeinen werd ze een belangrijke stad in het Romeinse Rijk.
De stad stelde zich aan de zijde van Pescennius Niger in diens strijd om de Romeinse keizerstroon, en werd van 193-195 belegerd door diens rivaal Septimius Severus. De stad werd ernstig beschadigd in deze belegering, maar Septimius Severus, nu keizer, herbouwde de stad en zij herwon snel haar vroegere welvaart.

## Hoofdstad van het Romeinse en Byzantijnse Rijk
Keizer Constantijn de Grote, die het bestuurscentrum van het Romeinse Rijk naar het belangrijkere Oosten van het rijk wilde verplaatsen, werd door de geschikte locatie van de stad aangetrokken, en in 330 werd Byzantium ingewijd als nieuwe keizerlijke hoofdstad. De stad werd vanaf deze tijd aangeduid als Konstantinoupolis/Constantinopolis (Oudgrieks voor stad van Constantijn, in het Nederlands Constantinopel) of Nova Roma.
Naar werd beweerd, werd de plaats van de stad aangewezen in een profetische droom die Constantijn kreeg toen hij zich afvroeg welke locatie voor zijn nieuwe hoofdstad het gunstigste was. Constantinopel werd een nieuwe hoofdstad van het Rijk, hoewel Rome een tijdje haar politieke en economische privileges behield.

### Maatschappij, economie en cultuur
Vanaf 395, bij de dood van Theodosius I, toen het westelijke deel van het Rijk definitief afgescheiden was, werd Constantinopel de hoofdstad van het oostelijke deel, dat later het Byzantijnse Rijk zou worden genoemd. Constantinopel werd voortdurend uitgebreid en verfraaid door de opeenvolgende keizers en vooral Justinianus I heeft vele grootse bouwwerken laten oprichten, zoals de Hagia Sophia, dat door de grote koepel bouwkundig een bijzonderheid was. Tijdens de regering van Justinianus werd de stad ook getroffen door rampspoed. Een groot deel van de stad werd verwoest tijdens het Nika-oproer van 532 tegen de politiek van Justinianus waarbij tienduizenden mensen werden vermoord. Omstreeks 500 telde de stad ongeveer 500.000 inwoners, maar tijdens de pest van Justinianus van 541 verloor misschien wel twee derde daarvan het leven. Later trad er weer een herstel op, maar het is twijfelachtig of het aantal van 500.000 inwoners weer werd gehaald.
Maar ook met 300.000 inwoners, of iets meer, zou Constantinopel, door de Griekssprekende Byzantijnen ook wel I Polis, De Stad, genoemd, eeuwenlang de grootste stad van Europa en het Midden-Oosten zijn. Het vormde het economische en bestuurlijke centrum van het Byzantijnse Rijk en ook het culturele leven was voor een groot deel in de hoofdstad geconcentreerd. De Griekse taal had nu volledig de overhand gekregen op het Latijn. Keizer Constantijn had in 335 het christendom tot officiële staatsgodsdienst uitgeroepen en de bevolking was, deels gedwongen, overgegaan op het christelijke geloof in allerlei varianten. Behalve om dogmatische en politieke geschillen konden de gemoederen ook hoog oplopen om de paardenraces in het grote Hippodroom van de stad, waar de fans van de "Groenen" en de "Blauwen", twee concurrerende teams van wagenrenners, vaak bloedig met elkaar op de vuist gingen. In de stad bevonden zich een universiteit en verschillende belangrijke bibliotheken. Het Stoudiosklooster was een invloedrijk religieus centrum.
In de periode dat vanuit het Byzantijnse Rijk grote militaire veldtochten werden georganiseerd, bekend als kruistochten, verkregen Venetië en andere Italiaanse steden van de Byzantijnse keizers handelsconcessies in ruil voor politieke en militaire steun. Vanaf die tijd vestigden zich grote aantallen Venetiaanse, Pisaanse en Genuese kooplieden aan de zogenaamde Gouden Hoorn, waar ze hun eigen wijken oprichtten. Spanningen met de lokale bevolking kwamen tot uitbarsting in 1182, toen in een vlaag van volkswoede duizenden Italianen werden vermoord.

### Inname en plundering door kruisvaardersleger
Bij een zware miltaire expeditie vanuit West-Europa die Vierde Kruistocht wordt genoemd, georganiseerd en gefinancierd door de latijnse Katholieke kerk, werd de stad in 1204 door het kruisvaardersleger ingenomen, geplunderd en grotendeels verwoest. Ondersteuning kwam van feodale heren en de stadstaat Venetië. De meeste in eeuwen verzamelde schatten, waarvan vele nog uit het keizerlijke Rome afkomstig waren, werden naar West-Europa versleept, vernietigd of omgesmolten. Veel van de gestolen kostbaarheden gingen naar Venetië, waar ze vandaag de dag nog zijn te zien.
De Venetianen waren actief betrokken bij deze plundertocht want ze wilden de gelegenheid aangrijpen om de handelsconcurrentie van Constantinopel uit te schakelen. De Venetianen hadden aangeboden het Kruisvaardersleger met hun handelsvloot tegen betaling naar het Midden-Oosten te vervoeren en Constantinopel als 'tussenstop' te gebruiken. Eenmaal ontscheept bij de stad wist de meegereisde doge van Venetië, Enrico Dandolo, de Europese ridders over te halen om de 'ketterse' Byzantijnen uit te plunderen. Vermoed wordt, dat dit het vooropgezet voornemen van de Venetianen was. Over het hervatten van het oorspronkelijke doel van de kruistocht: de gewelddadige inname van Jeruzalem en grondvesten van katholieke heerschappij over het gebied door herovering op de moslims, werd niet meer gesproken.
Na de verovering werd hier een kleine nieuwe staat gesticht, het Latijnse Keizerrijk. De stad bleef tot 1261 in Latijnse handen, waarna de Grieken erin slaagden de stad weer te heroveren.
Sinds de plundering was de stad flink verarmd en slaagde ze er ook niet meer in om de handelsroutes rond de Zwarte Zee te beheersen, waar vroeger haar grootste inkomsten vandaan kwamen. Hiermee begon het verval, er werd niet veel meer gebouwd en hele wijken raakten zelfs verlaten. De gebouwen werden afgebroken om de stenen te kunnen hergebruiken.

### Militaire inname door de Ottomanen
De stad werd op 29 mei 1453 door het leger van de Ottomaanse sultan Mehmet II ingenomen, wat tevens het einde van het Byzantijnse Rijk betekende, een gebeurtenis die soms wel wordt beschouwd als het einde van de middeleeuwen. De Ottomanen maakten de stad, die zij Constantinopel bleven noemen, tot hoofdstad van hun rijk. In de volksmond werd de stad ook Istanbul of Stambul (dat in het Grieks "in de stad" betekent) genoemd, zowel voor als na de inname van 1453. De naam Constantinopel werd officieel gewijzigd in Istanbul bij het uitroepen van de Turkse republiek in 1923.
Veel intellectuelen ontvluchtten na de verovering door de Ottomanen hun stad en gingen naar West-Europa, vooral naar Italië. Deze vlucht van kennis wordt als een van de  belangrijke factoren  gezien voor de ontwikkeling in Italië van de renaissance.

## Geboren
- Basileios II (958-1025), keizer van Byzantium
- Theophanu (960-991), keizerin en regentes van het Heilige Roomse Rijk
- Alexios I Komnenos (1056-1118), keizer van Byzantium
- Anna Komnene (1083-1153), prinses en schrijfster